# Chirazienne Football Club
Maillots
La Chirazienne Football Club (en arabe : نادي شيرازيان لكرة القدم) est un club comorien de football fondé en 1950 et basé à Domoni, sur l'île d'Anjouan.

## Palmarès et bilan

### Palmarès
| Compétitions nationales                                                                          | Compétitions régionales                          |
| ------------------------------------------------------------------------------------------------ | ------------------------------------------------ |
| - Coupe des Comores (1) : - Vainqueur : 2006-07. - Coupe des champions (1) : - Vainqueur : 2005. | - Championnat d'Anjouan (1) : - Champion : 2005. |

### Matchs de la Chirazienne en compétitions internationales
| Année     | Compétition                | Tour         | Pays              | Club     | Résultat         |
| --------- | -------------------------- | ------------ | ----------------- | -------- | ---------------- |
| 2007-2008 | Ligue des champions arabes | Premier tour | Drapeau de l'Irak | Al Najaf | 0-8 (D), 0-1 (E) |

D : domicile, E : extérieur